# 関係名詞
関係名詞（かんけいめいし、英: Relational nouns, 英: relator nouns）は、多くの言語で使われる品詞である。それらは、他の言語が使用する接置詞（つまり前置詞と後置詞）の意味を伝達するが、統語的には名詞として機能することを特徴とする。中央アメリカでは、関係名詞の使用は、マヤ語族、ミヘ・ソケ語族、オト・マンゲ語族を含むメソアメリカ言語圏の地域特徴を構成している。関係名詞は、東南アジア（ベトナム語、タイ語など）、東アジア（中国語、日本語、チベット語など）、南アジアのムンダ諸語（ソラ語など）、ミクロネシア語、トルコ語でも広く使用されている。 
「関係名詞」という語は主に中央アメリカ言語学で用いられる。それ以外の言語では別の用語が使われることが多い。たとえば中国語文法では名詞の下位区分のひとつである「方位詞」の名で呼ばれる。
関係名詞は、文法的には単純な名詞だが、その意味は「物」ではなく空間的または時間的な関係を表すため、それらを持つ言語の前置詞と同じように、位置、移動、その他の関係を記述する。使用される場合、名詞は別の名詞によって所有され、その「所有者」と第三名詞の関係を記述する。例えば、「カップはテーブルの表面にある」と言うことができ、ここで「その表面」は、平坦な表面上に立っている何かの位置を示す関係名詞である。 
例えば、古典ナワトル語では：
Ca
Be
ī-pan
its-on
petlatl
mat
in
the
mistōn.
cat
"The cat is on the mat.'
同様に、日本語では：
Neko
Cat
wa
[topic]
mushiro
mat
no
's
ue
top/above
ni
[case marker]
neteiru.
sleeps/lies
'The cat is sleeping on top of the mat.'
中国語で：
Tā
She
zài
be.at
fángzi
house
lǐtou.
interior
"She is in the house.'
または、 トルコ語で：
Otel-in
Hotel-'s
ön-ün-de
front-its-at
bir
one
araba
car
var.
existent
'There is a car in front of the hotel.'
多くの場合、関係名詞は、身体部分のための単語から派生するか、または意味的に関係するので、例えば、「内側」と言うために、「腹」と言ったり、または「の上に」と言うために、「背中」と言ったりする。 

## 参考資料
- Starosta, Stanley (1985). “Relator nouns as a source of case inflection”. In Venetta Z. Acson and Richard L. Leed. For Gordon H. Fairbanks. Honolulu: University of Hawaii Press. pp. 111–133. ISBN 0-8248-0992-0
- The use of Relational Nouns in Chickasaw and Zapotec